# Bangarang
Albums de Skrillex
More Monsters and Sprites
(2011) Leaving
(2013)
Singles
1. Bangarang
Sortie : 16 février 2012

Bangarang est le quatrième EP de Skrillex sorti le 23 décembre 2011 sous la plateforme Beatport.

## Liste des pistes
| No | Titre                                               | Durée |
| -- | --------------------------------------------------- | ----- |
| 1. | Right In                                            | 3:00  |
| 2. | Bangarang (featuring Sirah)                         | 3:35  |
| 3. | Breakin' a Sweat (avec The Doors)                   | 5:02  |
| 4. | The Devil's Den (avec Wolfgang Gartner)             | 4:52  |
| 5. | Right on Time (avec 12th Planet & Kill the Noise)   | 4:05  |
| 6. | Kyoto (featuring Sirah)                             | 3:21  |
| 7. | Summit (featuring Ellie Goulding)                   | 6:13  |
| 8. | Skrillex Orchestral Suite by Varien (morceau bonus) | 6:53  |

| 9. | Skrillex Orchestral Suite | 6:55 |

## Classement et certifications

### Classement par pays
| Classement (2012)                    | Meilleure position |
| ------------------------------------ | ------------------ |
| Australie (ARIA Charts)              | 4                  |
| Belgique (Ultratop 50 Flandre)       | 9                  |
| Canada (Canadian Albums Chart)       | 4                  |
| Mexique (Top 100 Mexico)             | 63                 |
| Nouvelle-Zélande (RIANZ)             | 3                  |
| Norvège (VG-lista)                   | 25                 |
| Pologne (Polish Music Charts)        | 33                 |
| Suisse (Swiss Music Charts)          | 47                 |
| Royaume-Uni (UK Albums Chart)        | 31                 |
| Royaume-Uni (UK Dance Chart)         | 1                  |
| États-Unis (Billboard 200)           | 14                 |
| États-Unis (Dance/Electronic Albums) | 1                  |

### Certifications
| Pays                     | Certifications | Ventes |
| ------------------------ | -------------- | ------ |
| Australie (ARIA)         | Platine        | 70 000 |
| Canada (Music Canada)    | Platine        | 80 000 |
| Nouvelle-Zélande (RIANZ) | Or             | 7 500  |
| Royaume-Uni (BPI)        | Argent         | 60 000 |
| Suisse (IFPI)            | Platine        | 20 000 |